# オットー・プリマヴェージ
オットー・プリマヴェージ（Otto Primavesi, 1868年2月27日 オルミュッツ - 1926年2月8日 ウィーン）は、モラヴィア出身のオーストリアの銀行家、実業家、美術品収集家。アントン・ハナーク、グスタフ・クリムト、ヨーゼフ・ホフマンらウィーン分離派芸術家の後援者であり、分離派の集まるウィーン工房の活動を支えたために財産を失った。

## 生涯
18世紀末にロンバルディア地方からオルミュッツに移住し、モラヴィア地方の実業界の指導者となった豪商の家系に生まれる。兄弟と共に、モラヴィア地方の砂糖需要の3分の2を生産する製糖工場、リヒテンヴェルデンのリンネル工場、ヴュルベンタールのジュート工場、そしてオルミュッツの銀行を相続した。1894年、ウィーンの舞台女優オイゲニア・ブチェック（Eugenia Butschek、1874年 - 1963年）と結婚し、間に4人の子供をもうけている。
ウィーン分離派の活動に関心を持ち、オルミュッツの自身の銀行のリフォーム、オルミュッツに所有する邸宅ヴィラ・プリマヴェージの2つの部屋の装飾、ヴィンケルスドルフに建てたマナーハウスの設計をヨーゼフ・ホフマンに依頼した。ウィーン工房の最初の出資者だったフリッツ・ヴェルンドルファーが1915年に手を引いた後、従兄のロベルト・プリマヴェージとともに同工房の出資者を引き継いだ。1912年から1913年にかけ、妻オイゲニアと9歳の次女メーダ（Mäda Gertrude Primavesi, 1903年 - 2000年）の肖像画の制作を、グスタフ・クリムトに依頼した。オイゲニアもまた、ウィーン工房の優秀な工芸品制作に支援を惜しまなかった。
1915年から1925年にかけて、ウィーン工房はプリマヴェージの経営下にあった。ベルリンでの代理店（1916年）、マリーエンバート支店（1917年）、チューリヒ支店（1917年）、フェルデン支店（1922年）、ニューヨーク支店（1922年）の出店など様々な経営拡張方針にもかかわらず、工房の経営は早くも1918年にはプリマヴェージに巨額の経済的損失を負わせることになる。1925年6月25日に工房の経営から手を引くが、その際、工房への支援に固執する妻とは別居することになった。プリマヴェージは翌1926年2月に死去し、同年4月に彼の経営していた銀行は破産した。同年5月、ウィーン工房も破産申請手続きに入っている。

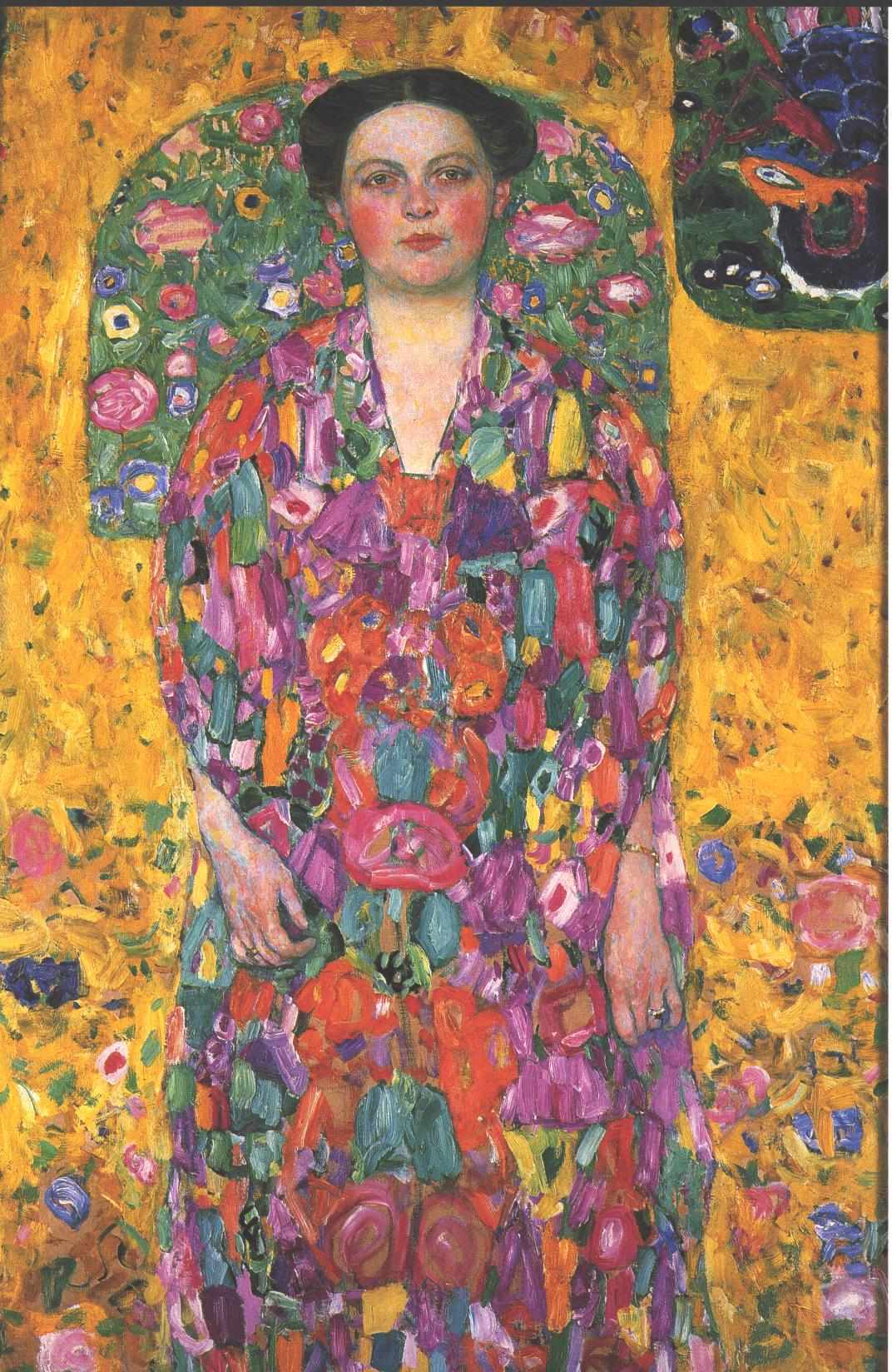
オイゲニア・プリマヴェージの肖像、クリムト画
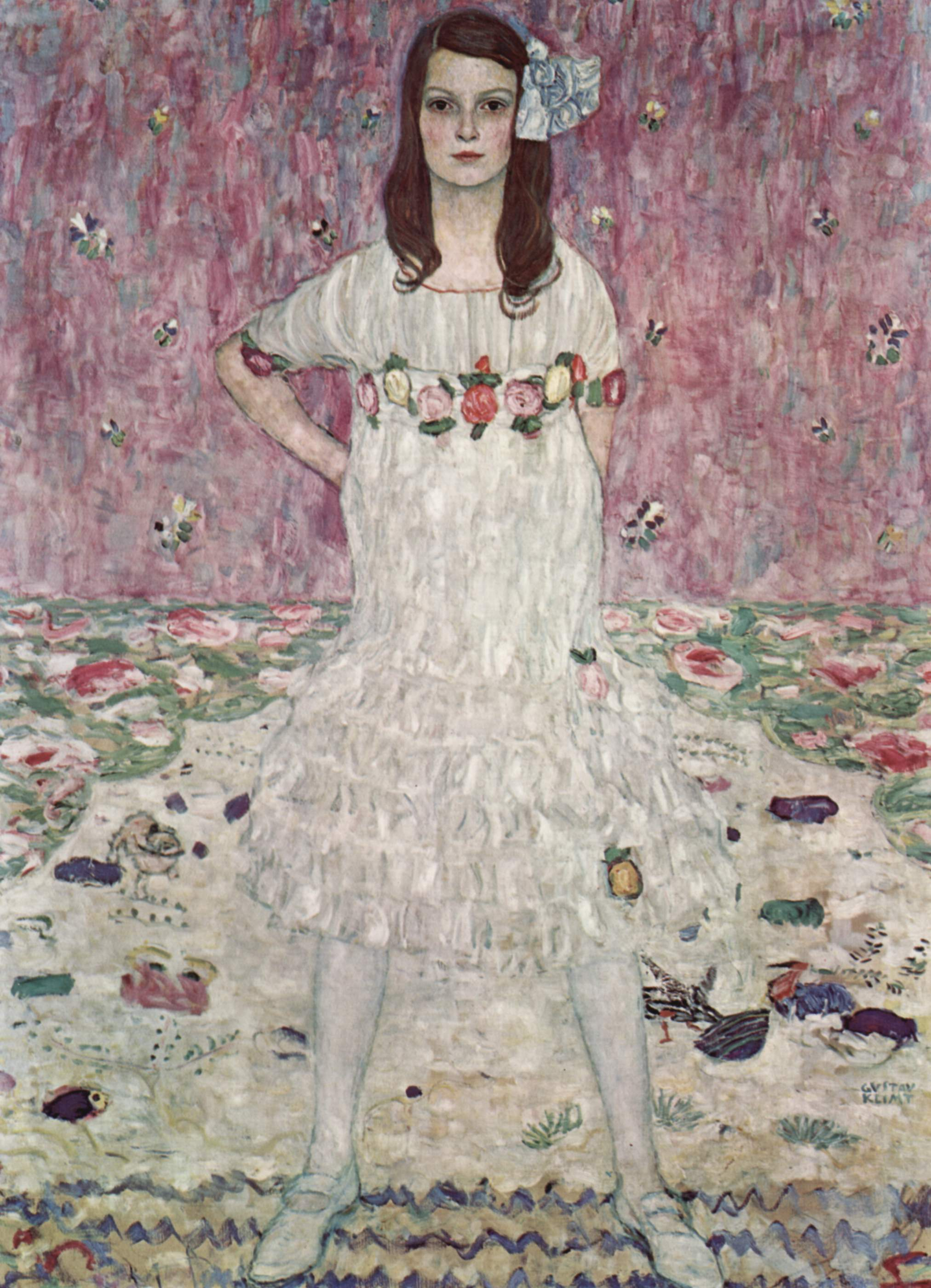
メーダ・プリマヴェージの肖像、クリムト画
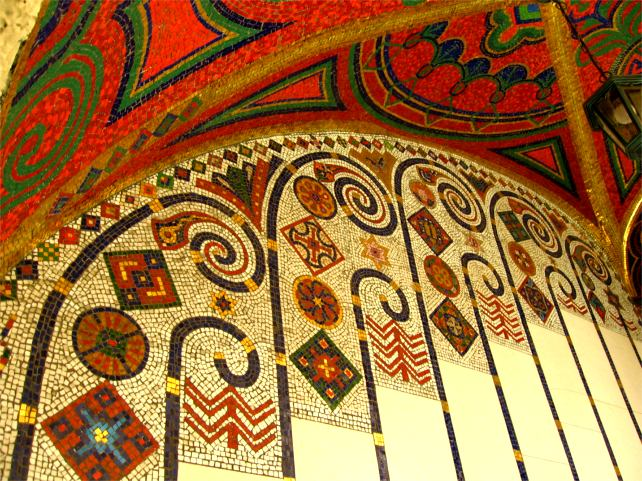
ヴィラ・プリマヴェージ（玄関、部分）
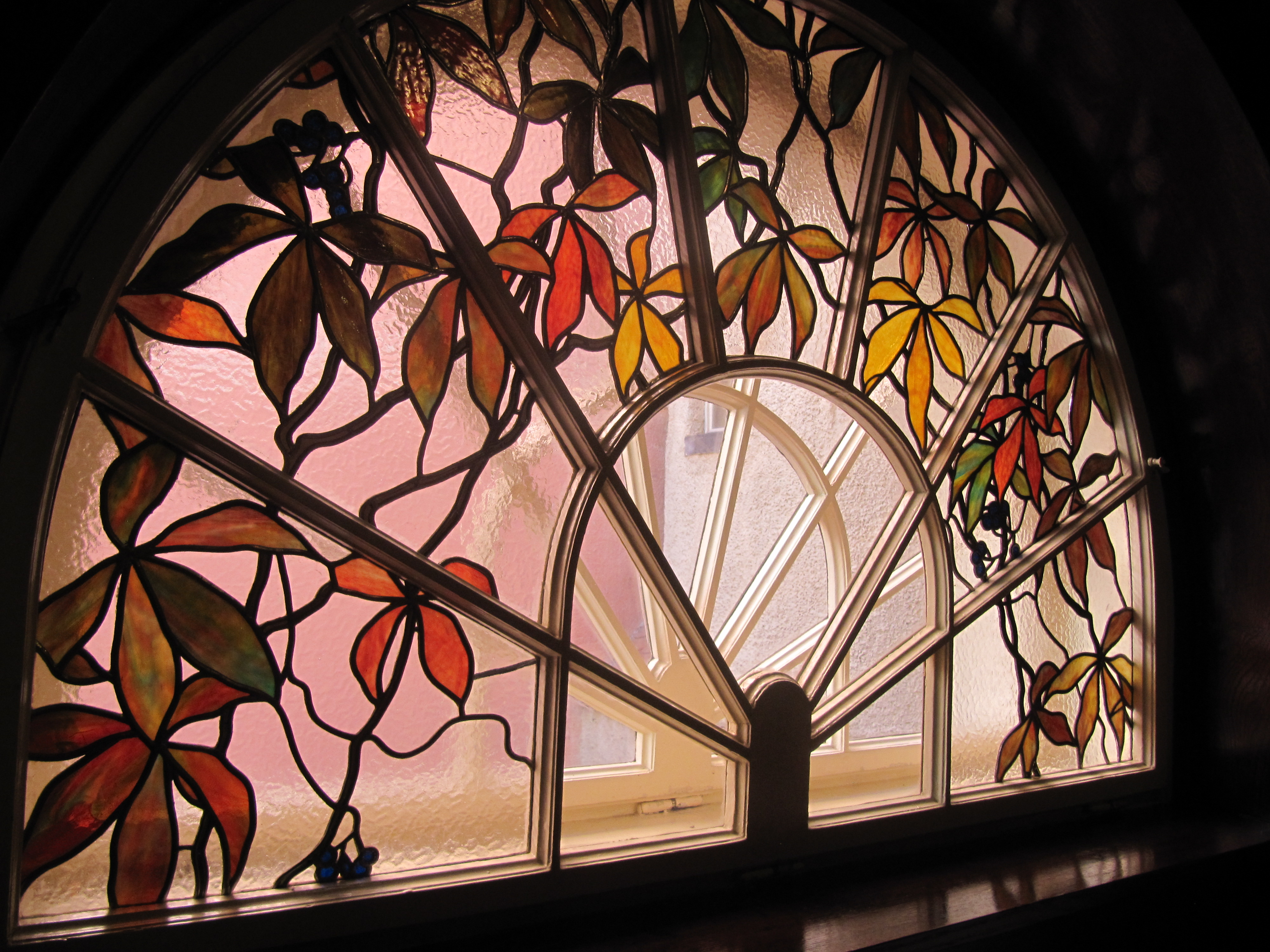
ヴィラ・プリマヴェージ（ステンドグラス）

## 引用
1. ↑  Vila Primavesi, Olomouc. History of vila Primavesi, abgerufen am 20. Juni 2013 (englisch).
2. ↑  Mäda Primavesi im Metropolitan Museum of Art, Erwerbungsnr. 64.148, abgerufen am 20. Juni 2013 (englisch).